# Bat Out of Hell
Bat Out of Hell – album Meat Loafa, będący owocem współpracy między Jimem Steinmanem (kompozytor), Toddem Rundgrenem (producent) oraz Meat Loafem (główny wokal), stał się jednym z najlepiej sprzedających się albumów wszech czasów osiągając liczbę 40 milionów egzemplarzy. Do dziś dnia sprzedaje się około 200 000 sztuk rocznie.
W 2003 album został sklasyfikowany na 343. miejscu listy 500 albumów wszech czasów magazynu Rolling Stone.
Na brytyjskiej liście spędził łącznie 480 tygodni. W Australii stał się jednym z najlepiej sprzedających się albumów wszech czasów.

## Lista utworów
| 1. | Bat Out Of Hell (Jim Steinman)                                             | 9:48  |
|    |                                                                            |       |
| 2. | You Took The Words Right Out Of My Mouth (Hot Summer Night) (Jim Steinman) | 5:04  |
|    |                                                                            |       |
| 3. | Heaven Can Wait (Jim Steinman)                                             | 4:38  |
|    |                                                                            |       |
| 4. | All Revved Up With No Place To Go (Jim Steinman)                           | 4:19  |
|    |                                                                            |       |
| 5. | Two Out Of Three Ain't Bad (Jim Steinman)                                  | 5:23  |
|    |                                                                            |       |
| 6. | Paradise By The Dashboard Light (Jim Steinman) – duet z Ellen Folley       | 8:28  |
|    |                                                                            |       |
| 7. | For Crying Out Loud (Jim Steinman)                                         | 8:45  |
|    |                                                                            |       |
|    |                                                                            | 46:25 |
|    |                                                                            |       |

## Osoby
- Meat Loaf – główny wokal
- Roy Bittan – fortepian, keyboard
- Jim Steinman – keyboard, perkusja, mówiony wstęp do piosenki nr 2
- Kasim Sulton – gitara basowa, chórek
- Ellen Folley – chórek, wokal kobiecy w piosence nr 6
- Rory Dodd – chórek
- Marcia McClain – mówiony wstęp do piosenki nr 2
- Max Wenberg – perkusja
- John Wilcox – perkusja
- Roger Powell – syntezator
- Steve Margoshes – fortepian
- Cheryl Hardwick – fortepian
- Phil Rizzuto – w piosence nr 6 wykorzystano jego komentarz sportowy
- w nagrywaniu piosenki For Crying Out Loud wzięły udział Filharmonia Nowojorska oraz Orkiestra Filadelfijska